# Płyta Wyspy Wielkanocnej

Płyta pacyficzna zaznaczona kolorem żółtym

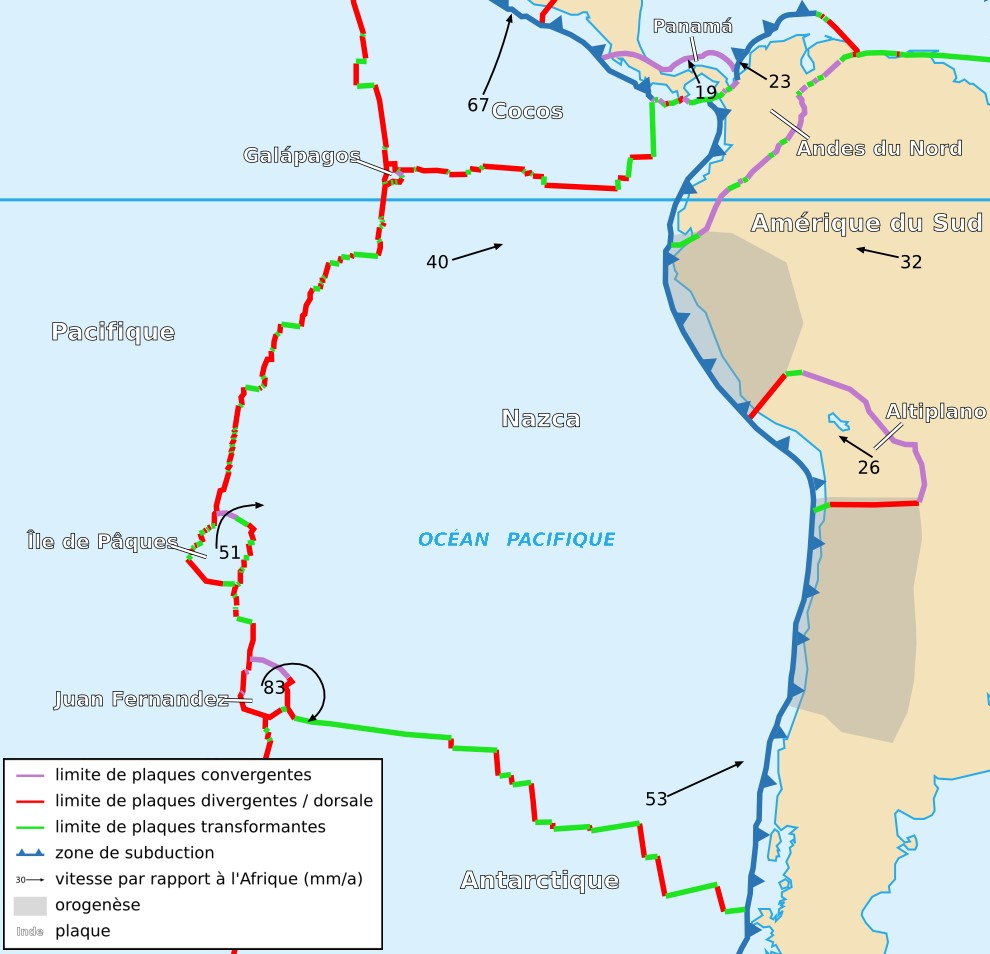
Płyta pacyficzna, Wyspy Wielkanocnej i Juan Fernandez

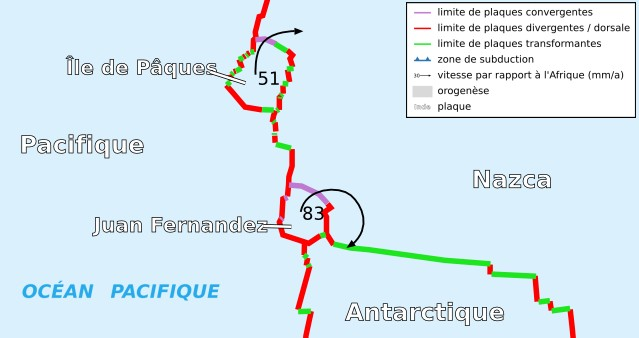
Płyta Wyspy Wielkanocnej (l'île de Pâques)

Płyta Wyspy Wielkanocnej (ang. Easter Plate) – mała płyta tektoniczna (mikropłyta), położona we wschodniej części Oceanu Spokojnego, uznawana za część większej płyty pacyficznej.
Płyta Wyspy Wielkanocnej od zachodu graniczy z płytą pacyficzną, a od wschodu z płytą Nazca.
Obejmuje mały fragment Oceanu Spokojnego na Grzbiecie Wschodniopacyficznym. Wyspa Wielkanocna, od której płyta wzięła nazwę, leży nieco na wschód od niej, na płycie Nazca.